# Karmel
Karmel (hebrejski: כרמל Karem El/Har Ha'Karmel, arapski: جبل الكرمل Jabal al-Karma ili جبل مار إلياس Jabal Mar Elyas, tj. "Ilijina planina") je planina i istoimeno gorje u Izraelu. Ime planinskog lanca je izvedeno iz hebrejske riječi el Kerem, što znači "Božji vinograd". 
Smještena je na mediteranskoj obali, te ima dužinu od 23 km, širinu do 10 km i visinu 546 metara. Podno planinskog lanca se, pored grada Haife, nalaze i drugi manji gradovi kao što su: Nešer, Tirat Hakarmel i Zichron Ja'akov. Planina je nekoć bila prekrivena vinogradima i doista je poznata po bujnoj vegetaciji zahvaljujući relativno velikim oborinama (u prosjeku 500-600 mm godišnje). Prosječna temperatura u tome području je oko 19° C uz prosječnu vlažnost od 69 %. Od biljnih vrsta koje uspjevaju na Karmelu treba navesti hrast, maslinu, lovor, rogač, grah, alepski bor, Quercus calliprinos i dr., dok se od životinja mogu naći jeleni, srne, orlovi, sove i bjeloglavi supovi. 
God. 1996. planina je proglašena prirodnim rezervatom UNESCO-a, a špilje u dolini Nahal Me’arota (ar. Wadi el-Mughara) su upisane na popis mjesta svjetske baštine u Aziji 29. lipnja 2012. jer su u njima pronađeni dokazi o pola milijuna godina ljudskog obitovanja, kulturne evolucije, prvih pokopa, arhitekture kamenog doba i prijelaza iz lovačko-sakupljačkog načina života u poljoprivredno-stočarsku kulturu.

## Vjerski značaj
Karmel se spominje u Starom zavjetu kao mjesto gdje je prorok Ilija izazvao 450 Baalovih proroka da vide koji će Bog uspjeti zapaliti žrtvenu vatru, što je završilo Ilijinom i Jahveovom pobjedom.

Karmel je izuzetno značajan za katoličku crkvu jer je na njemu hodočasnik (po nekim izvorima križar) Sveti Bertold († nakon 1185.) na mjestu Ilijine špilje koja se nalazi na 520 mnv, osnovao karmeličanski red - katolički kontemplativni vjerski institut. O povezanosti karmelićana s Ilijom prorokom prvi je posvjedočio biskup Acrea, Jacques de Vitry (+ 1240), koji tvrdi da karmelićani-pustinjaci žive kod vrela koje se zove Ilijinim vrelom: “Qui fons Eliae dicitur”, i da tamo žive kao nasljedovatelji njegovog svetačkog i samotničkog života.
 Red se od tada postupno proširio svijetom i danas je jedan od najvećih katoličkih redovničkih zajednica u cjelini. Ustav Karmelićana iz 1281. godine se izravno odnosi na prastaru hebrejsku pustinjsku tradiciju na Karmelu:
Arheološka iskapanja na terenu su potvrdila prisutnost židovskih pustinjaka.
Novozavjetna knjiga Otkrivenja sv. Ivana spominje Megido i prolaz Karmela kao mjesta bitke Armagedona.
Kao mjesto Ilijine pobjede, štuju ga i muslimani koji ga zovu El-Maharaka ("mjesto vatre"), te su na tom mjestu izgradili džamiju koju je Napoleon pretvorio u bolnicu 1799., ali ju je paša Damaska uništio već 1822. godine.
Na Karmelu je i Bahá'í svetište, poznato kao "Međunarodni Baha'i centar" ili "Bábovo svetište", u kojemu se nalaze posmrtni ostacima sveca Bába i sina sveca Bahá'u'lláha, `Abdu'l-Bahá.

## Povijest
Tijekom istraživanja od 1929. – 34. godine, oko 1931., Dorothy Garrod je istražila četiri spilje i nekoliko stijenovitih skloništa planine Carmel u dolini Nahal Mearot: el-Wad, el-Tabun, el-Jamal i Es Skhul. Tu je otkrila ostatke neandertalaca i rane ostatke modernog čovjeka, uključujući kostur žene neandertalca pod nazivom Tabun I., koji se smatra jednim od najvažnijih ljudskih fosila ikada pronađenih. Iskopi kod el-Tabunasu najdulje stratigrafske zabilješke )oko 90 godina istraživanja) ljudske djelatnosti u regiji, u rasponu od 600.000 ili više godina (od ranog paleolitika do danas), što predstavlja otprilike milijun godina ljudske evolucije. Također postoji nekoliko dobro očuvanih ukopa neandertalaca i Homo sapiensa i opsežno dokumentiran prijelaz iz nomadskih skupina lovaca-sakupljača do složenih sjedilačkih poljoprivrednih društava (tzv. Natufijska kultura). Zajedno, ova mjesta ističu izniman značaj špilja Karmela za proučavanje ljudske kulturne i biološke evolucije u okviru paleo-ekoloških promjena. Zbog čega su postale UNESCO-ova zaštićena svjetska baština 2012. godine.
Tijekom Drugog svjetskog rata Karmel je odigrao važnu stratešku ulogu jer je pobjedom u Karmelskom prolazu prema Jeruzalemskoj dolini britanski general Edmund Allenby promijenio tijek rata s Turskom. 
Veliki šumski požar, najgori u povijesti Izraela, poharao je sjevernu stranu Karmela od 2. do 5. prosinca 2010. godine odnijevši 44 života i uništivši oko 5000 ha mediteranske šume.

## Vanjske poveznice
- Mount Carmel - BiblePlaces.com  Arhivirana inačica izvorne stranice od 5. srpnja 2012. (Wayback Machine), informacije i fotografije (engl.)

Ostali projekti
|  | Zajednički poslužitelj ima još gradiva o temi Karmel |